# Dau al Set
|  | Aquest article tracta sobre el grup artístic avantguardista. Si cerqueu la revista, vegeu «Dau al set». |

Dau al Set fou un grup artístic avantguardista català creat al voltant de la revista homònima a Barcelona l'octubre de 1948 i inspirat en els treballs de Max Ernst, Paul Klee i Joan Miró. Els membres fundadors van ser el poeta Joan Brossa (que va crear el nom del grup i de la revista), el filòsof Arnau Puig i els pintors Joan Ponç (director de la revista), Antoni Tàpies, Modest Cuixart i Joan-Josep Tharrats (editor i impressor de la revista). Al cap de poc de crear-se el grup se'ls va unir Juan-Eduardo Cirlot. És considerada la primera i més important manifestació de l'avantguardisme espanyol de postguerra.
Adscrit en principi al moviment dadaista, va navegar pel surrealisme i l'existencialisme fins a convergir en un estil propi, auto-exclòs de l'ambient de tenebra cultural dels primers anys del franquisme i alhora amb pretensions de dinamitzar la societat catalana. El mateix nom del grup ja en delatava el caràcter rupturista.
En contrast amb l'asèpsia creadora del règim polític espanyol, simultàniament pel mateix temps, 1948, existia al nord d'Europa el moviment COBRA (Copenhaguen, Brussel·les, Amsterdam), que promulgava una intencionalitat creadora lliure, al marge dels prejudicis imposats per les pressions oficials que havien sorgit de la Segona Guerra Mundial.
L'any 2014 l'Ajuntament de Girona, en paral·lel a l'adquisició del fons artístic Santos Torroella, va rebre en donació l'Arxiu i Biblioteca Rafael i María Teresa Santos Torroella per part dels hereus de María Teresa Bermejo. Una part de la documentació relativa al col·lectiu Dau al Set forma part del llegat documental de l'Arxiu Santos Torroella. Entre d'altres documents, inclou informació sobre les dues exposicions celebrades, una mostra de gairebé la pràctica totalitat dels 56 números de la revista «Dau al set» i correspondència vinculada al grup.
Els treballs de tractament són a càrrec de l'Arxiu Municipal de Girona.

## Història

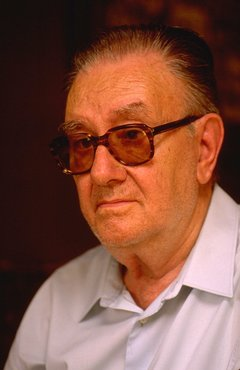
Joan Brossa i Cuervo, creador el nom del grup i de la revista (1919 – 1998)

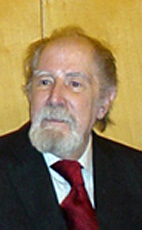
Modest Cuixart i Tàpies, un dels fundadors de Dau al Set (1925 – 2007)

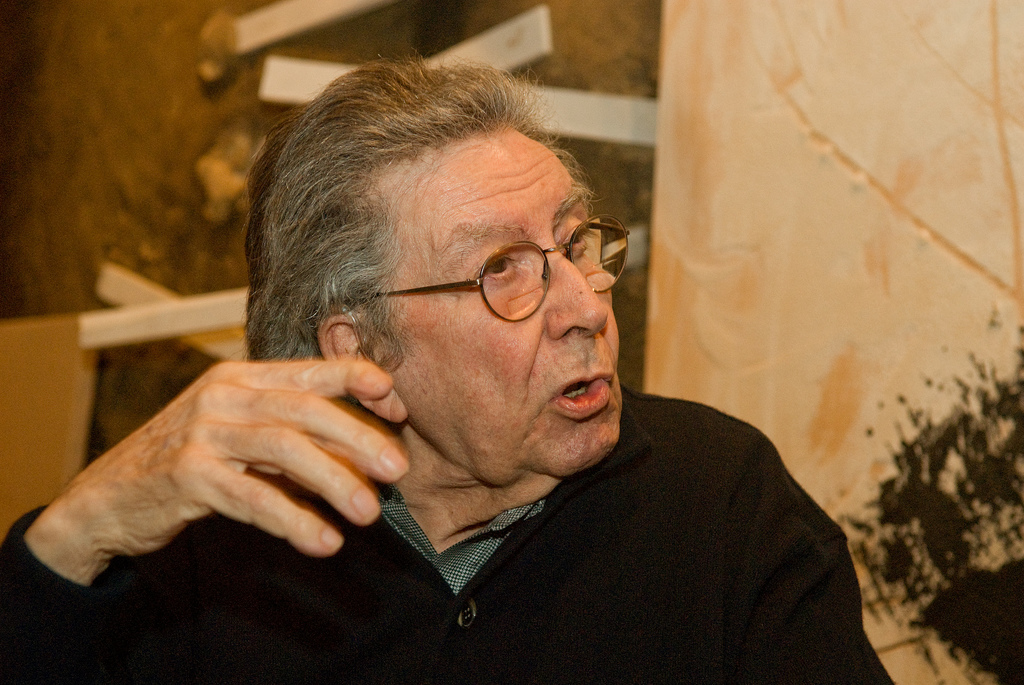
L'artista Antoni Tàpies (1923 – 2012)

Dau al Set va sorgir per la confluència atzarosa però amb l'aglutinant que els membres residien gairebé tots al mateix barri (entorns de la Plaça de Molina de Barcelona) entre el desembre del 1946 —inici de la publicació Algol— i el setembre del 1948, data de l'aparició del primer número de la revista Dau al set. La composició la va determinar la coincidència en el temps d'un grup de joves als quals unia la disconformitat amb la situació ideològica i les possibilitats creatives. Eren Joan Brossa (Barcelona, 1919 – 1998), poeta, dramaturg i creador de poesia visual; Joan Ponç (Barcelona, 1927 – Sant Pau de Vença, 1984), pintor d'un imaginari d'introspecció; Antoni Tàpies (Barcelona, 1923 - 2012), futur pintor matèric, innovador formal a la recerca d'un altre sentit a l'acció plàstica; Modest Cuixart (Barcelona, 1925 – Palamós, 2007), sensible a una poètica icònica plàstica generadora de perfils irònics; Joan Josep Tharrats (Girona, 1918 – Barcelona, 2001), responsable del muntatge tipogràfic de la publicació i pintor de maculatures; Arnau Puig (Barcelona, 1926 – 2020), filòsof de temperament, reflexionador de l'existència i qüestionador dels fets de sensibilitat.
Tots ells, en possessió cadascun d'una acusada personalitat, es van aplegar per fer front al desert sensible i la mansuetud intel·lectual que el règim franquista imposava per la brutalitat de la repressió a l'estructura estatal, especialment a Catalunya. El sentit profund del nom de la publicació posava de manifest la intenció dels que l'havien creat: atès que el dau objectivament només té sis cares, cercar la setena implicava una jugada a l'impossible. Efectivament, des d'un dadaisme inicial, en contra de tot sistema de valors socials establerts, i amb la convicció d'un surrealisme de la immediatesa expressiva i creativa, la intenció d'aquelles voluntats aplegades va provocar una forta reacció creativa alliberadora.
Si bé els integrants de Dau al Set havien començat a col·laborar el 1946, el seu període d'activitat més intensa es va concentrar entre els anys 1948 i 1951, època en què Dau al Set participà en diverses exposicions, i portà a terme una tasca editorial important.
La seva trajectòria fou irregular. La marxa de Tàpies a París (1950), la de Cuixart a Lió (1951) i la de Ponç al Brasil (1953), i la presència incòmoda de Cirlot, situat ideològicament (no pas artísticament) als antípodes dels altres membres, van fer que el grup aviat deixés d'existir com a tal. La revista, tanmateix, sobrevisqué fins al 1956 totalment en mans de l'editor, Tharrats. Acollí encara algunes col·laboracions dels fundadors, però també d'artistes totalment aliens, com ara Antonio Saura o Manolo Millares, i fins i tot de contraris al seu tarannà, com ara Salvador Dalí. A grans trets es pot afirmar que només els col·laboradors literaris (Brossa i Cirlot, bàsicament) restaren fidels a l'esperit inicial, mentre que els artístics (amb l'excepció de Ponç) anaven derivant cap a l'informalisme.
Encara que s'ha assenyalat l'any 1951 com a data de dissolució del grup, s'ha d'atenir a les impressions personals de cada protagonista per saber realment quan es va desintegrar. Malgrat aquesta efímera existència, Dau al Set és considerat el primer gran referent de la cultura de resistència de la postguerra espanyola.

## Obra

### Estil
El grup Dau al Set se sentia dipositari i seguidor de l'herència surrealista; de fet, fou coetani encara de la plenitud del surrealisme que, tot just el 1947, va celebrar a París la seva darrera Exposició Internacional. L'estil dels seus membres no derivava d'unes tècniques pictòriques i unes fonts literàries determinades, sinó que aquests compartien una iconografia comuna.

### Influències
Entre les seves influències destaquen els artistes de l'avantguarda catalana anterior a la guerra civil espanyola, com ara Salvador Dalí, Joan Miró i J. V. Foix, i la poderosa influència de Joan Brossa es feia palesa en el gust per la sorpresa o la transformació. Un altre referent important fou Paul Klee, a qui la revista va dedicar un número especial en el desè aniversari de la seva mort.

## Anàlisi
Arnau Puig a Dau al Set, una filosofia d'existència parla de les ideologies i filosofia d'aquest grup: «Van optar per prescindir dels valors socials i de circumstància i establir la mateixa trama i ordit de la seva vida. Però, és clar, això s'havia de dur a terme, no podia ser d'altra manera, a partir del que s'imposava com a valors: eternitat de la situació, la seva continuïtat i l'obediència a la seva estructura. Doncs res d'ells: iniciar tot des del que es té a mà, reconsiderant-ho, tallant, enganxant i sobretot innovant. Podria semblar que es tractava d'una generació del collage; res d'això. Han resultat ser unes individuals que van decidir aportar la seva contribució a la història de tots».

## Revista Dau al Set
La revista Dau al set començà a sortir a partir del setembre del 1948 i es van publicar uns 56 números. El grup fundador el constituïren Joan Brossa, Arnau Puig, Modest Cuixart, Joan Ponç, Antoni Tàpies i Joan Josep Tharrats, el qual tenia cura de la confecció i impressió de la revista. Segons Arnau Puig, s'hi poden distingir tres etapes: els primers quatre números del 1948; des del gener del 1949 fins al final del 1951, etapa en què predomina la il·lustració, abunden els números monogràfics i s'hi pot veure especialment la influència de Brossa; i des d'aquesta data fins al 1955, en què, un cop ja dissolt el grup, Joan Josep Tharrats continuà fent la revista tot sol i hi introduí complements de les activitats del Club Cobalto 49, format al voltant de l'editorial de Rafael Santos Torroella. Únicament les dues primeres etapes són considerades fonamentalment com la revista Dau al Set.
La voluntat general de la revista és de trencament total amb l'ambient i la presa d'una posició surrealista en el terreny literario-artístic i, secundàriament, d'una ideologia existencialista i, posteriorment, marxista, en el terreny ideològic. El primer número, monopolitzat per Brossa, presenta un text, a manera de manifest, en què es declara la voluntat d'anar endavant i de trencar amb la situació confusa.
En contrast amb Poesia i Ariel, Dau al Set és plenament avantguardista. No en va el Museu d'Art Modern de Nova York l'ha classificat entre les vint primeres revistes avantguardistes publicades durant el segle xx. Revista literària d'avantguarda, fundada per Joan Josep Tharrats i dirigida per Joan Ponç, de vuit pàgines, de format 250 × 175 mm, amb textos en català i alguns en castellà i en francès, originals de Joan Brossa, Arnau Puig, Juan-Eduardo Cirlot, Alexandre Cirici i Pellicer, Jean Cocteau, Àngel Ferrant, Josep Vicenç Foix, Francis Picabia, Cesáreo Rodríguez-Aguilera, Enrique Sordo, Michel Tapié, i dibuixos de Modest Cuixart. Joan Ponç, Antoni Tàpies i Joan Josep Tharrats, fundadors amb Brossa i Puig de la revista. No porta peu d'impremta ni adreça de la redacció. Alguns números restaren inèdits.

## Exposicions
Els membres de Dau al Set només varen exposar conjuntament en dues ocasions: l'any 1949, a l'Institut Francès de Barcelona, i la Sala Caralt de Barcelona, l'octubre de 1951. La primera exposició va ser organitzada pel Club Cobalto 49 amb la col·laboració de l'Institut Francès de Barcelona, institució que propiciava l'únic intercanvi cultural internacional possible en la Barcelona d'aquells anys, i que becava els artistes amb estades a París. En aquella exposició van participar els pintors Antoni Tàpies, Joan Ponç i Modest Cuixart. A la segona exposició, titulada Dau al Set, hi presentaren obra tots els integrants del grup, als quals es van afegir Arnau Puig i Juan Eduardo Cirlot.

### Retrospectiva
Amb motiu del 50è aniversari de la fundació de la revista catalana Dau al Set (octubre de 1948), el MACBA de Barcelona va presentar una exposició que recuperava el treball d'uns creadors que van marcar, amb el seu caràcter rupturista, el panorama artístic d'aleshores: Modest Cuixart, Joan Ponç, Antoni Tàpies, Joan Brossa i Joan-Josep Tharrats, així com els escriptors Juan-Eduardo Cirlot i Arnau Puig, de la que posteriorment es va publicar un catàleg. El llibre reflecteix l'esforç d'aquests artistes, aglutinats sota el mateix nom de la revista, per recuperar la tradició avantguardista catalana que havia quedat interrompuda per la Guerra Civil. S'hi inclou un sumari dels quaranta-vuit números publicats de la revista, una extensa relació de les activitats dels membres del grup i una bibliografia.